# Bram Stoker’s Dracula
Bram Stoker’s Dracula, znany również jako Dan Curtis’ Dracula – brytyjski telewizyjny film grozy z 1974 roku na podst. powieści Drakula Brama Stokera. Za scenariusz odpowiadał Richard Matheson, a reżyserem był twórca serialu Dark Shadows, Dan Curtis. W roli tytułowej wystąpił Jack Palance. Była to druga współpraca Curtisa i Palance’a po filmie telewizyjnym z 1968 roku The Strange Case of Dr. Jekyll and Mr. Hyde.

## Fabuła
W maju 1897 roku angielski solicitor Jonathan Harker zostaje wysłany do Bystrzycy na Węgrzech, by sprzedać angielską nieruchomość transylwańskiemu hrabiemu Draculi. Tubylcy wydają się przestraszeni, gdy dowiadują się o jego podróży do zamku Draculi. Tam Dracula wybiera na zakup dom Carfax i reaguje gwałtownie na wspólne zdjęcie narzeczonej Harkera – Miny i jej najlepszej przyjaciółki – Lucy. Harker zaniepokojony dziwnym zachowaniem gospodarza odkrywa starą salę, gdzie znajduje wycinki z gazet i obraz Włada Palownika, XV-wiecznego księcia Wołoszczyzny łudząco podobnego do hrabiego. Nagle atakują go trzy upiorne kobiety, powstrzymane przez Draculę ujawniającego długie kły. Zmusza Harkera do napisania listu informującego o przedłużonym pobycie. Harker próbując uciec z zamku znajduje trumnę z Draculą w środku, ale próba zabicia go udaremnia jeden ze sługusów Draculi. Uwięzionego w krypcie Harkera zabijają upiorne kobiety.
5 tygodni później rosyjski szkuner „Demeter” osiada na mieliźnie w Whitby, przynosząc jedynie Draculę i martwego kapitana. Do Whitby przybywa Mina słysząc, że Lucy zaczęła chorować. Jej narzeczony, Arthur Holmwood prosi o pomoc zaprzyjaźnionego lekarza, doktora Van Helsinga. Dracula, zamieszkujący Carfax, nocą przybywa do domu Lucy, rezydencji Hillingham i hipnozą wprowadza mieszkańców w trans, po czym zwraca swoją uwagę Lucy. Dla Draculi Lucy to wcielenie jego ukochanej żony Marii, zmarłej ku jego rozpaczy. Zafascynowana nim Lucy pozwala się ugryźć, a rano musi wymagać transfuzji krwi. Van Helsing wnioskuje, że Lucy padła ofiarą wampira, ożywionego trupa pożywiającego nocą krwią swych ofiar. Stąd umieszcza czosnek i krucyfiksy, które w przesądach odstraszają wampiry.
W Scarborough Dracula uwalnia wilka z zoo i hipnotyzuje go, by zaatakował Arthura w Hillingham, co wykorzystuje, by całkowicie wyssać krew z Lucy. Po pogrzebie Lucy, zdumiony Arthur widzi ją zmartwychwstałą, nieświadom, że jest ona teraz wampirem. W ostatniej chwili Van Helsing powstrzymuje ją przed ugryzieniem Arthura, a potem obaj zabijają Lucy w jej rodzinnym grobowcu, wbijając kołek w jej serce. Van Helsing dzieli się spostrzeżeniami nt. wampirów z Miną. Wyjaśnia, że zabójca Lucy jest na wolności i wróci. Opowiada też o konieczności niszczenia ziemi z jego ojczyzny, w której wampir musi przebywać za dnia. Słysząc o tym, Mina opowiada Van Helsingowi historię o „Demeter”, którego jedynym ładunkiem były skrzynie z ziemią. Tymczasem Dracula wpada w rozpacz, odkrywając śmierć Lucy.
Van Helsing i Arthur wyruszają na poszukiwania skrzyń z ziemią, które prawie wszystkie znajdują się w Carfax. Wróciwszy do hotelu łowcy wampirów odkrywają, że Mina i pani Westenra wróciły do Hillingham, po tym jak pewien szaleniec zaatakował ludzi w gospodzie. Domyślają się, że to Dracula pragnący zemsty. Przybywają do Hillingham, jednak Dracula już dopadł Minę i na ich oczach zmusza ją do wypicia jego krwi z własnoręcznie zrobionej rany, czyniąc nią swą mentalną niewolnicę. Mówi, że zabierze im wszystko co kochają. Po powrocie do Carfax, Draculę ogarnia szał na widok zniszczonych skrzyń z ziemią.
Mina, dzięki więzom krwi, odkrywa plany Draculi. Van Helsing żałuje zniszczenia ziemi, bo wampir opuścił Anglię, a Mina będzie pod jego wpływem aż do śmierci i może stać się wampirem jak Lucy. Mina poznaje tożsamość wampira jako Transylwańczyka, z którym Harker był umówiony. Mina, Van Helsing i Holmwood ruszają do Węgier, by wyprzedzić Draculę. W jego zamku Van Helsing i Arthur zabijają wampirzyce, które zmieniły Harkera w wampira. Harker atakuje ich, ale Arthur zabija go, wrzucając do dołu z kolcami. W starej sali dochodzi do konfrontacji z Draculą. Van Helsing, odsłaniając okna, wpuszcza światło słoneczne osłabiające wampira. Wykorzystując tę szansę, przebija mu serce włócznią. Dracula okazuje się Władem Palownikiem, który wedle legendy znalazł sposób na pokonanie śmierci.

## Obsada
- Jack Palance – hrabia Dracula / Wład Palownik
- Simon Ward – Artur Holmwood
- Nigel Davenport – dr Van Helsing
- Fiona Lewis –
  - Lucy Rebecca Westenra,
  - Maria
- Penelope Horner – Mina Murray
- Pamela Brown – pani Westenra
- Murray Brown – Jonathan Harker
- Virginia Wetherell – wampirzyca #1
- Barbara Lindley – wampirzyca #2
- Sarah Douglas – wampirzyca #3
- George Pravda – jako karczmarz
- Hana Maria Pravda – żona karczmarza
- Reg Lye – stróż nocny zoo
- John Challis – urzędnik ze Stockton-on-Tees
- Eddie Powell – mężczyzna w gospodzie w Whitby

Źródło:

## Wydanie
Bram Stoker’s Dracula oryginalnie miał zostać wyemitowany na antenie amerykańskiego CBS w październiku 1973 roku, jednak w związku z przemówieniem prezydenta Stanów Zjednoczonych Richarda Nixona na temat rezygnacji Spiro Agnewa ze stanowiska wiceprezydenta, premiera została przesunięta na 8 lutego 1974 roku.

## Odbiór
Howard Thompson z „The New York Times” napisał w krytycznej recenzji, że film waha się od wzniosłości do śmieszności i „oferuje mało dreszczyku i jeszcze mniej niespodzianek”.